# DC Extended Universe
DC Extended Universe (DCEU) ist die offizielle Bezeichnung eines Medienfranchises und gemeinsamen Universums von DC Comics, das Filme und Serien umfasst. Diese sind durch grundlegende Handlungselemente und -schauplätze, die Besetzung und die Figuren untereinander verbunden. Der erste Film des Franchises war Man of Steel, der 2013 erschienen ist.
Die Filme stellen eine Reihe von Superheldenfilmen dar, die bis 2016 von DC Entertainment, seitdem vom ausgegliederten Unternehmen DC Films, 2022 in DC Studios umbenannt, eigenständig produziert werden und auf Figuren von DC Comics basieren, jedoch vom Comicuniversum unabhängig sind.
Es sind 15 Filme des Franchises veröffentlicht worden. Dazu kommt Zack Snyder’s Justice League als neue Schnittfassung von Justice League.
Das DC Extended Universe (DCEU) wurde 2023 beendet. Eine neu gestartete Film- und Fernsehreihe, das DC Universe (DCU), wurde 2024 veröffentlicht. Das DCU sei ein breiter, aber nicht pauschaler Neustart des DCEU: bestimmte Charaktere aus dem DCEU, wie Peacemaker, Amanda Waller und Blue Beetle, werden von denselben Schauspielern im DCU verkörpert. Aquaman: Lost Kingdom (2023) war der letzte Film, der in dem DCEU spielte. 2024 erschien mit Creature Commandos die erste DCU-Produktion, während die zweite Staffel von Peacemaker ebenfalls im neuen DC Universe stattfindet. 

## Entwicklung
Die ersten Planungen eines gemeinsamen filmischen DC-Universums begannen im Jahr 1998, als Kevin Smith und Tim Burton versuchten, Superman Lives zu verfilmen. Nicolas Cage hätte Superman, der in diesem Film von Doomsday getötet werden sollte, verkörpern sollen. Die Planungen wurden jedoch verworfen.
Einen weiteren Versuch des Beginns eines gemeinsamen filmischen Universums unternahm man mit dem 2011 veröffentlichten Film Green Lantern. Die Autoren Michael Green und Marc Guggenheim schrieben bereits am Drehbuch zu einem Film über The Flash', der ebenfalls Teil des Filmuniversums werden sollte. Da der Film jedoch vorwiegend negative Rezensionen erhalten hatte und die Einnahmen hinter den Erwartungen zurückgeblieben waren, brach Warner Bros. das Projekt ab.
Nach dem Erfolg des Marvel Cinematic Universe hat Warner Bros. die Pläne für ein filmisches Universum wieder aufgenommen und diese mit Man of Steel in die Realität umgesetzt. Einen Monat nach der Veröffentlichung des Filmes kündigte Warner Bros. auf der San Diego Comic-Con erstmals offiziell an, dass in der Fortsetzung das gemeinsame Universum durch ein Zusammentreffen von Superman und Batman etabliert werden würde. 2014 kündigte man einen zehn Filme umfassenden Plan an, der u. a. einen Cyborg-, einen Green-Lantern-Film sowie zwei Justice-League-Filme umfasste.
Nach der Veröffentlichung von Batman v Superman gab Warner eine Anpassung seiner Pläne bekannt: Der Starttermin von Wonder Woman wurde vom 23. Juni 2017 drei Wochen nach vorne verlegt und zwei unbekannte Filme wurden für den 5. Oktober 2018 und 1. November 2019 angekündigt. Im Dezember 2016 wurde bekannt gegeben, dass der unbekannte Film für 2018 der neue Starttermin für Aquaman sein sollte und somit um zehn Wochen nach hinten verschoben worden war. Später wurde der Starttermin für Aquaman noch einmal verschoben, auf den 21. Dezember 2018. Im November 2017 wurde der ursprüngliche Starttermin der angekündigten Wonder-Woman-Fortsetzung vom 23. Dezember 2019 auf den November-Starttermin vorverschoben. Wonder Woman 1984 wurde schließlich im Dezember 2020 veröffentlicht.
Im Januar 2022 ist außerdem die Fernsehserie Peacemaker auf dem Streamingdienst HBO Max erschienen, bei der es sich um einen Ableger von The Suicide Squad handelt.
Anfang August 2022 wurde bekannt, dass der sich in der Postproduktion befindende Batgirl-Film nicht veröffentlicht werden wird. Im Dezember 2022 wurde bekannt, dass ein dritter Wonder-Woman-Film nicht mehr realisiert werde. Man of Steel 2 sei ebenfalls nicht mehr geplant, gleiches gelte für einen dritten Aquaman-Film.
Die federführende Aufsicht über die Entwicklung des DCEU hatten bis Ende 2017 die Produzenten Jon Berg und Geoff Johns, danach Walter Hamada und Chantal Nong. Seit Oktober 2022 tragen James Gunn und Peter Safran die Verantwortung.
Im Januar 2023 wurde bekanntgegeben, dass ein Autorenteam an künftigen Film- und Serienprojekten arbeitet. Zu diesem Team gehören Drew Goddard, Jeremy Slater, Christina Hodson, Christal Henry und Tom King.

### In Planung
Aufgrund von zurückhaltender Öffentlichkeitsarbeit und vielen Gerüchten kam es bereits zu vielen Missverständnissen und Mutmaßungen bezüglich angeblich feststehender Veröffentlichungen von Filmen des Franchise-Universums, wie z. B. Cyborg, Green Lantern Corps, Gotham City Sirens, Nightwing, Dark Universe oder auch Batgirl und Wonder Woman 3.
Gunn und Safran haben im Januar 2023 weitere Spielfilme und -serien und eine Animationsserie angekündigt, die Teil des DCU – ein breiter, aber nicht pauschaler Neustart des DCEU – sein sollen. Zudem wird Warner Bros. Projekte, die auf DC-Charakteren basieren, aber nicht Teil des DCU sind, künftig unter der Marke „Elseworlds“ führen.

## Filmreihe
| Lfd. Nr. | Premiere      | Titel | Regie                                   | Drehbuch                                      |
| -------- | ------------- | --- | --------------------------------------- | --------------------------------------------- |
| 01       | 10. Juni 2013 | Man of Steel | Zack Snyder                             | David S. Goyer                                |
| 02       | 19. März 2016 | Batman v Superman: Dawn of Justice                                                                                     | Zack Snyder                             | Chris Terrio, David S. Goyer                  |
| 03       | 1. Aug. 2016  | Suicide Squad | David Ayer                              | David Ayer                                    |
| 04       | 15. Mai 2017  | Wonder Woman | Patty Jenkins                           | Allan Heinberg                                |
| 05       | 13. Nov. 2017 | Justice League | Zack Snyder, Joss Whedon (unaufgeführt) | Chris Terrio, Joss Whedon                     |
| 06       | 26. Nov. 2018 | Aquaman | James Wan                               | David Leslie Johnson-McGoldrick, Will Beall   |
| 07       | 28. März 2019 | Shazam! | David F. Sandberg                       | Henry Gayden                                  |
| 08       | 25. Jan. 2020 | Birds of Prey: The Emancipation of Harley Quinn (Birds of Prey (and the Fantabulous Emancipation of One Harley Quinn)) | Cathy Yan                               | Christina Hodson                              |
| 09       | 15. Dez. 2020 | Wonder Woman 1984 | Patty Jenkins                           | Patty Jenkins, Geoff Johns, Dave Callaham     |
| — 1      | 18. März 2021 | Zack Snyder’s Justice League                                                                                           | Zack Snyder                             | Chris Terrio                                  |
| 10       | 30. Juli 2021 | The Suicide Squad | James Gunn                              | James Gunn                                    |
| 11       | 3. Okt. 2022  | Black Adam | Jaume Collet-Serra                      | Adam Sztykiel, Rory Haines, Sohrab Noshirvani |
| 12       | 14. März 2023 | Shazam! Fury of the Gods                                                                                               | David F. Sandberg                       | Henry Gayden, Chris Morgan                    |
| 13       | 25. Apr. 2023 | The Flash | Andrés Muschietti                       | Christina Hodson                              |
| 14       | 18. Aug. 2023 | Blue Beetle | Angel Manuel Soto                       | Gareth Dunnet-Alcocer                         |
| 15       | 20. Dez. 2023 | Aquaman: Lost Kingdom (Aquaman and the Lost Kingdom)                                                                   | James Wan                               | David Leslie Johnson-McGoldrick, Jason Momoa  |

## Serien
| Serie            | Staffeln | Episoden | Premiere      | Finale | Showrunner |
| ---------------- | -------- | -------- | ------------- | ------ | ---------- |
| HBO Max – Serien |          |          |               |        |            |
| Peacemaker       | 1+       | 8        | 13. Jan. 2022 | —      | James Gunn |

## Einspielergebnisse
Das Gesamteinspielergebnis des DC Extended Universe beläuft sich auf mehr als 7 Milliarden US-Dollar (Stand: 14. Januar 2024), womit sie sich auf Platz 5 der erfolgreichsten Filmreihen der Kinogeschichte und auf Platz 2 im Superhelden-Genre befindet. Der umsatzstärkste Film an den Kinokassen ist Aquaman mit einem Einspielergebnis von fast 1,15 Milliarden US-Dollar. Zwei weitere Filme der Reihe erreichten einen Umsatz von über 800 Millionen US-Dollar und acht Filme spielten jeweils weniger als 375 Millionen Dollar ein.
| Film                               | Veröffentlichung (Deutschland) | Einspielergebnisse in US-Dollar | Einspielergebnisse in US-Dollar | Einspielergebnisse in US-Dollar |
| Film                               | Veröffentlichung (Deutschland) | USA/Kanada                      | D-A-CH-Raum                     | Weltweit                        |
| ---------------------------------- | ------------------------------ | ------------------------------- | ------------------------------- | ------------------------------- |
| Man of Steel                       | 20. Juni 2013                  | 291,05 Mio.                     | 11,12 Mio.                      | 0.668,05 Mio.                   |
| Batman v Superman: Dawn of Justice | 24. Mär. 2016                  | 330,36 Mio.                     | 24,27 Mio.                      | 0.873,26 Mio.                   |
| Suicide Squad                      | 18. Aug. 2016                  | 325,10 Mio.                     | 21,60 Mio.                      | 0.745,60 Mio.                   |
| Wonder Woman                       | 15. Juni 2017                  | 412,56 Mio.                     | 11,50 Mio.                      | 0.821,85 Mio.                   |
| Justice League                     | 16. Nov. 2017                  | 229,02 Mio.                     | 09,30 Mio.                      | 0.657,92 Mio.                   |
| Aquaman                            | 20. Dez. 2018                  | 335,06 Mio.                     | 29,30 Mio.                      | 1.148,06 Mio.                   |
| Shazam!                            | 4. Apr. 2019                   | 140,37 Mio.                     | 05,10 Mio.                      | 0.365,97 Mio.                   |
| Harley Quinn: Birds of Prey        | 7. Feb. 2020                   | 084,16 Mio.                     | 05,58 Mio.                      | 0.201,86 Mio.                   |
| Wonder Woman 1984                  | 17. Juni 2021                  | 046,81 Mio.                     | 00,071 Mio.                     | 0.169,60 Mio.                   |
| The Suicide Squad                  | 5. Aug. 2021                   | 055,82 Mio.                     | 05,70 Mio.                      | 0.168,72 Mio.                   |
| Black Adam                         | 20. Okt. 2022                  | 0168,152 Mio.                   | 010,57 Mio.                     | 0.392,95 Mio.                   |
| Shazam! Fury of the Gods           | 16. Mär. 2023                  | 057,64 Mio.                     | 02,17 Mio.                      | 0.133,84 Mio.                   |
| The Flash                          | 12. Juni 2023                  | 0108,13 Mio.                    | 02,75 Mio.                      | 0.271,33 Mio.                   |
| Blue Beetle                        | 17. August 2023                | 072,49 Mio.                     | 00,74 Mio.                      | 0.130,79 Mio.                   |
| Aquaman: Lost Kingdom              | 21. Dezember 2023              | 0102,96 Mio.                    | 016,02 Mio.                     | 0.424,25 Mio.                   |
| Gesamt                             | Gesamt                         | 2.759,65 Mio.                   | 886,94 Mio.                     | 7.124,9 Mio.                    |

## Crossover
Neben dem Filmfranchise DC Extended Universe gibt es seit 2012 mit dem Arrowverse ein Fernsehserienfranchise von DC Comics. Beide DC-Adaptionen haben zunächst aufeinander keinen Einfluss. Kevin Smith gab im Januar 2016 an, dass es jedoch Pläne für potenzielle Crossover zwischen dem Arrowverse und dem DC Extended Universe gibt. Im fünfteiligen Arrowverse-Crossover Crisis on Infinite Earths (2019–2020), das auf The CW ausgestrahlt wurde, tauchte schließlich Ezra Millers Version von The Flash aus dem DC Extended Universe auf.